# Medalla del 30è Aniversari de la Victòria en la Gran Guerra Patriòtica
La Medalla del 30è Aniversari de la Victòria en la Gran Guerra Patriòtica (rus: Медаль «Тридцать лет Победы в Великой Отечественной войне»; transliterat Medal "Tridtsat let Pobedy v Velikoy Otechestvennoy voyne") és una medalla soviètica, creada per Leonid Bréjnev mitjançant el Decret de la Presidència del Soviet Suprem de l'URSS del 25 d'abril de 1975, en la commemoració del 30è aniversari de la victòria sobre l'Alemanya Nazi a la Gran Guerra Patriòtica de 1941-1945. El reglament, disseny i descripció va ser publicat a la Gaseta del Soviet Suprem de l'URSS n.18 de 1975.
Va ser atorgada a:
- Els membres de les Forces Armades Soviètiques que van participar en les operacions militars de la Gran Guerra Patriòtica, els membres dels cossos partisans i organitzacions clandestines
- Els receptors de les medalles de la victòria sobre Alemanya en la Gran Guerra Patriòtica 1941-1945 o per la victòria sobre el Japó
- Els receptors de la medalla per la Tasca Meritòria durant la Gran Guerra Patriòtica de 1941-1945
- A tots aquells que van guanyar algun orde soviètic durant la Gran Guerra Patriòtica o haguessin estat condecorat amb alguna d'aquestes medalles: de la defensa de Leningrad, de la defensa de Moscou, de la defensa d'Odessa, de la defensa de Sebastòpol, de la defensa de Stalingrad, de la defensa de Kíev, de la defensa del Caucas o de la defensa de la Regió Àrtica Soviètica (decret de la Presidència del Soviet Suprem de l'URSS del 30 de gener de 1976)

Penja a l'esquerra del pit i se situa després de la medalla del 20è Aniversari de la Victòria en la Gran Guerra Patriòtica.
El disseny de la medalla va ser obra dels pintors Victor Aleksandrovitx Ermakov i Valentí Prohorovitx (anvers) i Albert Gergievitx Miroixnitxenko (revers).
Va ser atorgada a 14.259.560 unes persones, de les quals 3.000.000 van ser pels treballadors del front laboral i 5.000 als membres de les delegacions estrangeres.

## Disseny
Una medalla de llautó de 36mm de diàmetre.
A l'anvers apareix la imatge en relleu de l'escultura “La Mare Pàtria crida!” de Ievgueni Vutxetitx, del monument als herois de la batalla de Stalingrad; darrere la qual apareixen les esteles dels focs d'artifici llençats en honor de la Victòria del poble soviètic en la Gran Guerra Patriòtica. A l'esquerra de l'escultura, i sobre unes branques de llorer hi ha l'estrella de 5 puntes i les dates 1945-1975.
Pel revers van haver 3 variacions: a la part superior de la circumferència, apareix la inscripció "УЧАСТНИКУ ВОЙНЫ" (El participant de la Guerra) o "УЧАСТНИКУ ТРУДОВОГО ФРОНТА" (El Participant del Front de Treball); mentre que per les delegacions militars especials que van anar a Moscou per prendre part en les celebracions no hi apareixia cap inscripció.
A la part central apareixia la inscripció ХХХ лет Победы в Великой Отечественной войне 1941-1945 гг, (XXX anys de la Victòria a la Gran Guerra Patriòtica 1941-1945); i a la part inferior, la falç i el martell sobre una cinta.
La medalla se sosté d'un galó pentagonal de 24mm d'ample, cobert per una cinta de seda de muaré vermell amb dues franges de 5 mm, una negre i l'altra taronja. A l'exterior hi ha una verda i una altra vermella. A les puntes exteriors hi ha una franja estreta taronja.